# Чудакарана
Чудакарана (санскр. चूड़ाकरण, IAST: Cūḍākaraṇa) — восьмая из 16 санскар, совершаемых индусами. Эта церемония связана с первой стрижкой ребёнка. Другие названия — чудакарма, чаула, мундана.
Согласно грихья-сутрам, чудакарана должна иметь место в конце первого года жизни ребёнка либо же перед окончанием третьего (Ману-смрити, II.35), но более поздние писания увеличили этот возраст до семи лет. Сначала волосы ребёнка смачиваются, затем отец стрижёт их, читая молитвы. После стрижки волос ребёнка его отцом часто оставляется шикха (IAST: śikhā) или чуда (IAST: cūḍā), прядь волос на макушке головы, расположение которой определяется семейными или местными традициями. Волосы выбрасываются в реку либо прячутся в недоступное место вместе с коровьим навозом. В современном варианте чудакарана часто проводится как составная часть упанаяны.
По традиции волосы, которые были на голове ребёнка при рождении, ассоциируются у индусов с неблагоприятными остатками от прошлых жизней. Поэтому во время чудакараны ребёнок полностью обривается, обозначая тем самым свободу от прошлого и переход в будущее. Также пострижение входит в число ритуалов, которые по «Законам Ману» (II.27) очищают для дваждырождённых отцовский и материнский грех.
В Ришикеше, на берегах Ганга, происходит специальная чудакарана (или мундана). В этой церемонии помимо стрижки и обривания волос читаются ведийские мантры и молитвы тренированными жрецами и ачарьями. Голова ребёнка обривается, а его волосы приносятся в символический дар священной реке. Ребёнок и его семья затем проводят священную яджну.
Для девочек совершается нечасто, в основном без чтения мантр.